# Nipomo
Nipomo és una concentració de població designada pel cens dels Estats Units a l'estat de Califòrnia. Segons el cens del 2010 tenia 16.714 habitants.

## Demografia
Segons el cens del 2010, Nipomo tenia 16714 habitants, amb un creixement del 32,4% amb relació a l'any 2000.
4.035 habitatges, i 3.316 famílies. La densitat de població era de 427,3 habitants/km².
Dels 4.035 habitatges en un 41,4% hi vivien nens de menys de 18 anys, en un 66,9% hi vivien parelles casades, en un 10,9% dones solteres, i en un 17,8% no eren unitats familiars. En el 13,5% dels habitatges hi vivien persones soles el 6,6% de les quals corresponia a persones de 65 anys o més que vivien soles. El nombre mitjà de persones vivint en cada habitatge era de 3,13 i el nombre mitjà de persones que vivien en cada família era de 3,42.
Per edats la població es repartia de la següent manera: un 30,7% tenia menys de 18 anys, un 7,5% entre 18 i 24, un 27,9% entre 25 i 44, un 21,7% de 45 a 60 i un 12,1% 65 anys o més.
L'edat mediana era de 36 anys. Per cada 100 dones de 18 o més anys hi havia 93,2 homes.
El 2019 la renda mediana per habitatge era de 86.750 $. La renda per capita de la població era de 34.975 $.
El 2019 9.0% de la població estaven per davall del llindar de pobresa.

## Poblacions més properes
El següent diagrama mostra les poblacions més properes.